# Starquake
Starquake – komputerowa gra zręcznościowa dostępna na komputery domowe, przeznaczona dla jednego gracza. Napisana została przez Dave’a Collinsa i Stephena Crowa w języku maszynowym, wydana przez Bubble Bus Software w 1985 roku.
W grze gracz wciela się w postać gwiezdnego stworzenia o nazwie BLOB (ang. Bio-Logically Operated Being), którego statek kosmiczny rozbił się na grożącej wybuchem planecie na obrzeżach galaktyki. Celem gry jest odbudowanie zniszczonego rdzenia planety poprzez dostarczenie do niego dziewięciu wymaganych do naprawy części rozmieszczonych losowo na składającej się z 512 pomieszczeń planszy. Niepowodzenie misji może skutkować wybuchem początkującym reakcję łańcuchową, która może zniszczyć cały wszechświat (tytułowe "starquake").
BLOB posiada trzy główne parametry, wyświetlane przez cały czas trwania gry u góry ekranu w postaci pasków stanu, są to: energia, niesione platformy i amunicja. Reprezentowana symbolem baterii energia cały czas powoli opada, może być również tracona szybciej w interakcji z przeciwnikami. Jeśli energia bohatera spadnie do zera, ginie on, lecz może się odrodzić jeśli tylko gracz posiada jeszcze zapasowe życia. Niesione platformy służą bohaterowi do wchodzenia na wyższe poziomy gdy przemieszcza się na piechotę, lecz może on również korzystać w tym celu ze specjalnych latających pojazdów, które są rozmieszczone w różnych miejscach na planszy w specjalnych strefach, w których mogą one startować i lądować. Dzięki amunicji BLOB może strzelać do obcych, których całe roje krążą po wszystkich zakamarkach planety.
Aby uzupełniać trzy główne parametry bohatera, gracz może zbierać leżące w różnych miejscach na planszy przedmioty służące do ich regeneracji. Przedmioty te są jednorazowego użytku, po podniesieniu są używane natychmiastowo i znikają, co w połączeniu ze stale malejącym poziomem energii tworzy limit czasu na zrealizowanie misji. Podobnie ilość dodatkowych żyć BLOB-a można zwiększać, zbierając leżące na planszy jednorazowe przedmioty o wyglądzie Joysticków. Dodatkowo, na planszy leżą również przedmioty niezbędne do naprawy rdzenia i pokonywania planszy, ale te BLOB może podnosić tylko jeśli przemieszcza się pieszo, a nie na latającym pojeździe, dodatkowo zaś musi mieć na to miejsce w ekwipunku.
Poza chodzeniem i lataniem gra oferuje jeszcze kilka innych sposobów przemieszczania się. Jednym z nich są windy antygrawitacyjne, które przemieszczają bohatera w górę w trakcie przebywania w nich, nie można jednak z ich użyciem poruszać się w przeciwnym kierunku. Kolejnym sposobem są tajne przejścia, które pozwalają na przechodzenie przez ściany między sąsiednimi pomieszczeniami. Jeszcze innym sposobem jest sieć teleportów rozmieszczonych na planszy. Każdy z nich posiada swój indywidualny kod. Gdy BLOB wchodzi do teleportu wyświetlana jest plansza z jego kodem oraz prośba o podanie kodu innego teleportu, do którego gracz chce się przenieść. Kody teleportów nie zmieniają się między rozgrywkami, ale by gracz mógł je poznać, musi najpierw dotrzeć do teleportów zwykłym sposobem i wejść do nich, by odkryć ich kod i móc później go wykorzystywać.
Na swojej drodze BLOB napotyka wiele przeszkód. Podstawową z nich są mieszkańcy planety, którzy pojawiają się bez końca i latają po planszy, a w kontakcie z nimi zdrowie bohatera szybko spada, na szczęście gracz może sobie z nimi poradzić za pomocą amunicji. Innymi przeszkodami są drzwi bezpieczeństwa, przez które można się przedostać jedynie posiadając określone przedmioty, bramy, otwieralne tylko jeśli niesie się klucz. Niektóre przejścia można otworzyć tylko spadając na nie z wysokości, przez co są nieosiągalne do przejścia od dołu.
Gra miała bardzo dobre recenzje, zarówno jeśli chodzi o rozgrywkę jak i szatę muzyczno-graficzną, i była uważana za jedną z lepszych ówcześnie dostępnych gier.